# Die Schattenseite des Regenbogens

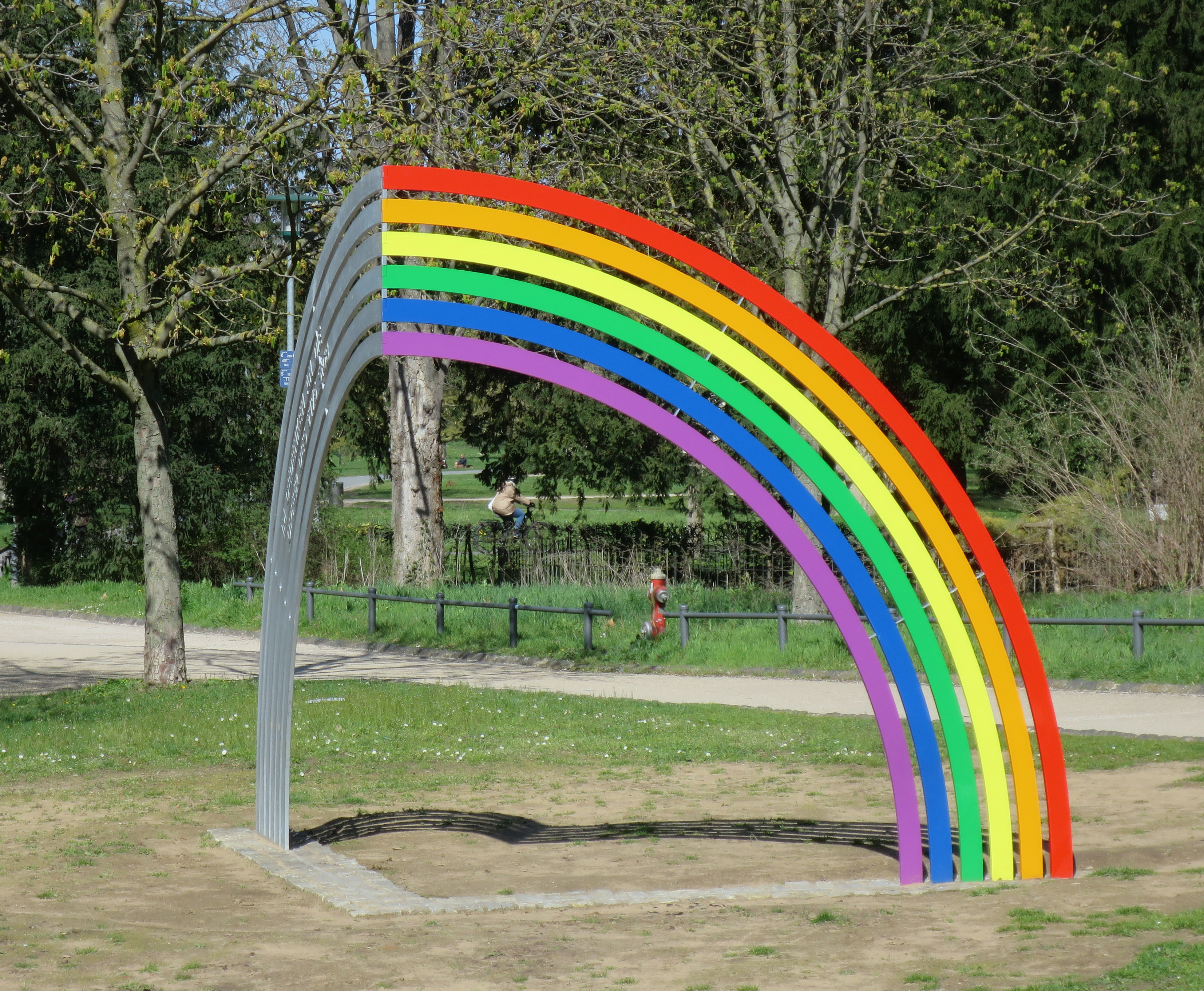
Denkmal mit Schattenwurf in Herzform

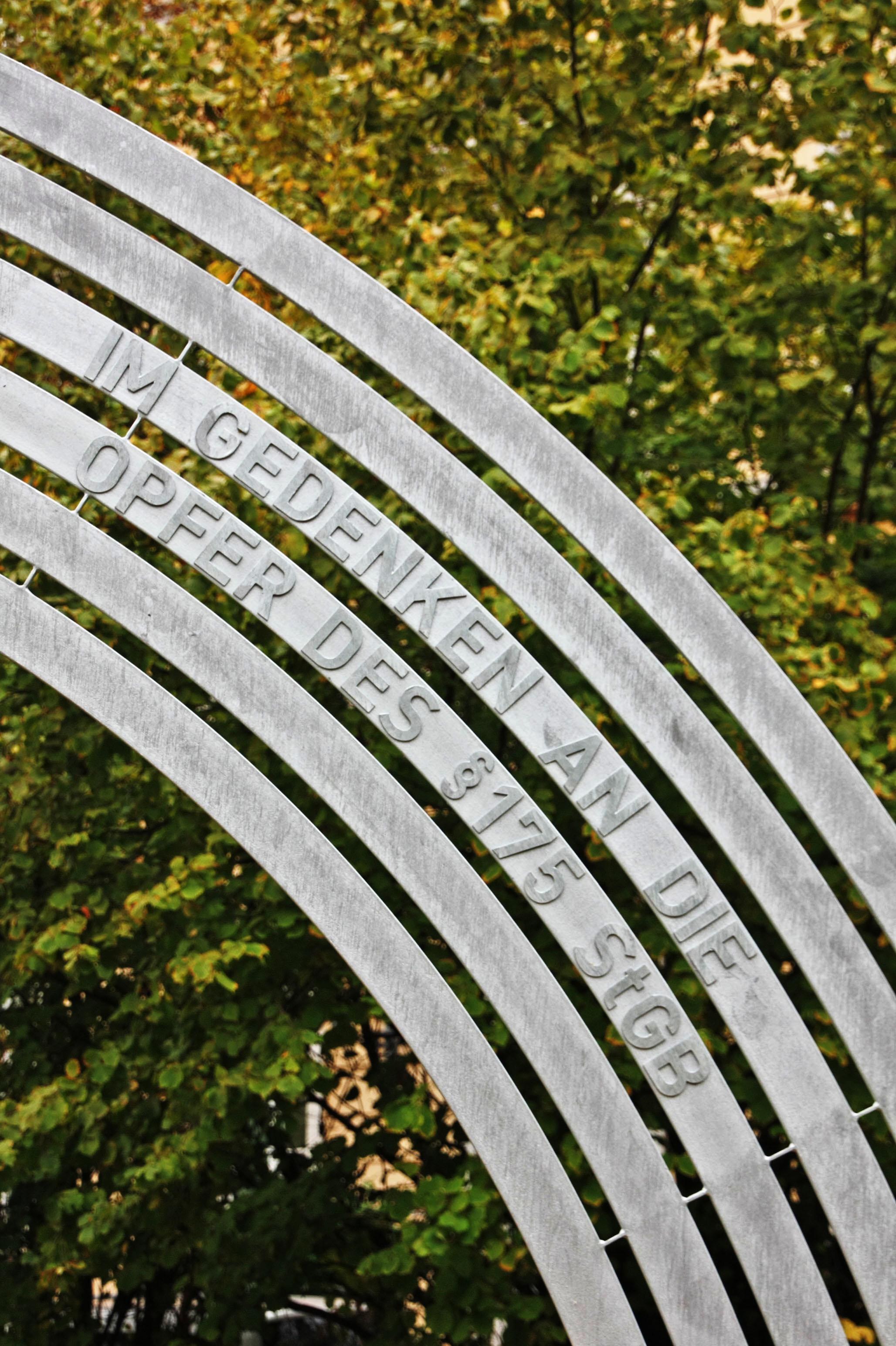
Schriftzug auf der unlackierten Seite

Die Schattenseite des Regenbogens ist ein Mahnmal für die Opfer des § 175 StGB und die ermordeten Homosexuellen in der Zeit des Nationalsozialismus in Darmstadt. Es wurde im Oktober 2022 eingeweiht.

## Geschichte
Die Initiative zu der Gedenkstätte ging unter anderem von der Ökumenischen Arbeitsgruppe Homosexuelle und Kirche (HuK) aus. Über die Gestaltung des Mahnmals entschied ein zweistufiger, künstlerischer Wettbewerb. In dessen erster Stufe wählte die Jury, der unter anderem Oberbürgermeister Jochen Partsch, Vertreter des Darmstädter Vereins vielbunt, der HuK und eine Vertreterin des Berufsverbands Bildender Künstlerinnen und Künstler angehörten, aus den 39 eingegangenen Bewerbungen fünf Entwürfe aus, die in der zweiten Wettbewerbsstufe auf der Bürgerbeteiligungsplattform der Stadt Darmstadt zur Abstimmung gestellt wurden. Dieses Votum floss formal mit fünf Stimmen in die abschließende Entscheidung der Jury ein. Faktisch bestätigte die Jury das Votum der Öffentlichkeit. Die Kunstkommission der Stadt Darmstadt wählte als Standort die „Theaterwiese“ im Herrngarten neben dem Haus der Geschichte aus. Am 19. Oktober 2022 wurde das Denkmal der Öffentlichkeit übergeben.

## Das Mahnmal
Das Mahnmal entstand nach einem Entwurf des Würzburger Architekten und Künstlers Matthias Braun. Es stellt die Regenbogenfahne als dreidimensionale, durchschreitbare Skulptur dar. Der 3,10 m hohe Regenbogen mit einer lichten Höhe von 2,30 m besteht aus sechs aufrecht stehenden, konzentrischen Metallbögen aus Aluminium, die jeweils 25 mm stark und 10 cm breit sind. Der Halbkreis des Regenbogens ist in der Mitte in einem 90°-Winkel geknickt, so dass der Grundriss der Skulptur L-förmig ist. Die Bögen auf der einen Seite des Winkels zeigen die Regenbogenfarben, diejenigen auf der anderen Seite sind metallfarben belassen. Auf den zwei mittleren Bögen der unlackiert belassenen Seite steht in etwa 10 cm hohen, lasergefrästen Buchstaben der Schriftzug Im Gedenken an die Opfer des § 175 StGB und erinnert an die mehr als 50.000 Menschen, die durch den § 175 StGB geschädigt oder in der Zeit des Nationalsozialismus ermordet wurden. Der Schattenwurf der Skulptur zeigt bei entsprechendem Lichteinfall ein Herz auf dem Boden. Das Mahnmal ist formal ein Teil der Städtischen Kunstsammlung der Stadt Darmstadt.